# Szentmiklóssy Margit
Szentmiklóssy Margit (Kecskemét, 1942. április 1. – Budapest) Magyar klinikai szakpszichológus, neuropszichológus, szakpszichoterapeuta, gyógypedagógus, logopédus tanár és terapeuta, okleveles tanító. Summa cum laude bölcsészettudományi doktor pszichológiai tudományból. Budapesti Eötvös Loránd Tudományegyetem. (1978).
A budapesti Bárczi Gusztáv Gyógypedagógiai Tanárképző Főiskola, majd a budapesti Eötvös Lóránd Tudományegyetem Bárczi Gusztáv Gyógypedagógiai Főiskolai Kar Gyakorló Logopédiai Intézet logopédus, klinikai szakpszichológus, szakpszichoterapeuta főiskolai gyakorlatvezető tanára (1968-2003). A budapesti Napkör Mentálhigiénés Alapítvány klinikai szakpszichoterapeuta munkatársa 2003-tól.

## Érdeklődési, kutatási területe
Logopédia. Klinikai szakpszichológia. Szakpszichoterápia.
Bio-pszicho-szociális szemléleten alapuló személyközpontú, megoldásközpontú integratív szakpszichoterápia kutatása, kialakítása, gyakorlata. Az érthető, tiszta anyanyelv használata. Hangképzés, beszéd, gondolkodás, magatartás, viselkedés, identitás. Logopédiai és különböző pszichológiai szempontokból problémás személyek boldogulásának segítése. Asszertív kommunikáció. Hivatásfejlesztés. Kreatív, alkotó, teremtő erejű óravezetés.

## Életpályája
Hernádon, Pusztavacson, Pomázon és Kecskeméten kitűnő eredménnyel végezte általános iskolája minden osztályát. A budapesti II. kerületi Ady Endre utcai Zirzen Janka Tanítóképzőbe járt középiskolába. Majd a közben újonnan megalakult budapesti XII. kerületi Kiss János altábornagy utcai Tanítóképző Főiskolában érettségizett 1960-ban, ahol 1961-ben képesítő vizsgát tett és általános iskolai tanítói oklevelet kapott jeles eredménnyel. 1960-1968 között tanítói munkakörben dolgozott Pomázon a II. számú általános iskolában, ahol 1966-1968 között gyógypedagógiai osztályt nyitott és vezetett.
1964-1968 évek között a budapesti VII. kerületi Bethlen Gábor téri Bárczi Gusztáv Gyógypedagógiai Tanárképző Főiskolában 1968-ban kitüntetéses gyógypedagógiai tanári oklevelet szerzett a hibás beszédűek és értelmi fogyatékosok intézményei számára.
1968-tól az újonnan létesülő országos logopédiai hálózat megteremtése úttörőinek soraiba lépett. Budapest II. kerületének első logopédus tanára, majd logopédus-pszichológus és terapeutája. 2-3 évig kollega nélkül látta el a teljes II. kerület valamennyi közoktatási intézményét. 1968-tól a főiskolai logopédus hallgató tanárok később a logopédus terapeuták gyakorlati képzésével is megbízták, amely 35 éven át tartó hívatása lett.
1984-től 2003-ig már a Bárczi Gusztáv Gyógypedagógia Tanárképző Főiskola Gyakorló Logopédiai Intézetében, Budapesten a VII. ker. Damjanich u.-ban főiskolai gyakorlatvezető tanárként végezte napi feladatát. 2009-ig az V. kerületi Fővárosi Logopédiai Intézetben folytatta munkáját. 2003-tól a Napkör Mentálhigiénés Alapítvány klinikai szakpszichoterapeuta munkatársa.
Szakmai tudását saját idejéből, elhatározásától, segítővágyából indíttatva gyarapította tovább.1975-ben kitüntetéses klinikai pszichológusként vizsgázott és végzett az ELTE Bölcsészettudományi Karán.
1978-ban summa cum laude bölcsészettudományi doktori vizsgát tett pszichológia tudományból (ELTE). Pléh Csaba pszichológus és Molnár József nyelvész professzorok segítették. Doktori disszertációja témája olyan elsők közötti kísérleteken alapuló pszicholingvisztikai kutatás, tanulmány, amely a magyar sziszegő (sz,z,c) és réshangok (s,zs,cs) csoportjának percepciós, produkciós kísérleti vizsgálatával foglalkozott. Opponensei, valamint professzor Illyés Sándor gyógypedagógus, pszichológus egyetemi tanár, Szende Tamás és Kassai Ilona nyelvészek közlésre és kandidatúrára ajánlották kutató munkáját.
Tanulmányai és sokéves szakmai gyakorlati munkájának tanulságai alapján 1980-ban írta meg tanulók, tanárok szülők számára a logopédiai, nyelvi, pszichológiai szempontokból fejlesztő első magyar szakmai módszertani munkafüzetét az ’l, r, sz, z, c, s, zs, cs’ beszédhangok tanítására, tanulására. Kissé késlekedve, előbb 1983-ban országos kísérleti anyagként tette közzé az Országos Pedagógiai Intézet (OPI), amelyre kiváló visszajelzések érkeztek. Majd 1995-ben újra megjelent a ’sz’ hang tanítására, tanulására való munkafüzetet. A sok év alatt a több szempontból fejlesztő beszédtanítás általános módszertanának, majd a későbbiekben megjelent különböző szakmai munkafüzeteknek mintájául szolgálhatott. „Gyöngysor terápia” technika logopédiai és pszichoterápia együttes módszerének megalkotásával segítette a 4 ütemű helyes, ritmusos, folyamatos beszéd megvalósulását. 10 mesére felépülő logopédiai és pszichoterápiás módszereket követő, fejlesztő meseterápiát, művészeti terápiát, élményterápiát alkalmazott.
Mindennapi gyakorlati munkájába koncentrálta folyamatosan fejlődő pedagógiai, pszichológiai ismereteit. S.Freud, C.G. Jung, A. Adler pszichológiai elméleti képzésekben részesült. 1986-ban klinikai szakpszichológus, majd 2000-ben neuropszichológus végzettséget szerzett. 2004-ben szakpszichoterapeuta vizsgát tett a Budapesti Semmelweis Egyetemen. NLP-Mester (1996), EMDR (1996), Relaxációs és Szimbólumterapeuta (2004), Kognitiv-Viselkedés, Magatartás terapeuta (2004), Integratív hipnoteraputa (2004), Hipnoterapeuta (2005) képzésekben részesült, oklevelet kapott.
A századforduló előtti években munkahelyén felajánlást kapott Mérei Vera, Kovács Emőke, Palotás Gábor főiskolai tanároktól a Logopédiai Tanszék vezetésére, amelyet a váratlanul kialakult intézményrendszer átalakítása miatt nem vállalhatott el.

## Családja
Édesapja Dr. Szentmiklóssy Aladár régi magyar családban, a Csallóközben született, jog- és államtudományi doktorátust szerzett Budapesten, a Pázmány Péter Tudományegyetemen. Unokatestvére Kaffka Margit írónak. Nagybátyja Lauka Gusztáv író, aki Petőfi Sándor esküvői tanúja és a Petőfi Társaság egyik alapító tagja volt. Édesanyja Schramm Olga, Vas megyében, pedagóguscsaládban született. 1923 és 1954 között Pest megyében, Pusztavacs és Hernád községek térségében első és úttörő okleveles néptanítóként, népművelőként, egyedül, kolléga nélkül tanított, dolgozott egy újonnan létesülő 6 osztályos, majd 8 osztályos, 60–80 tanulólétszámos, osztatlan iskolában. 1954–1967-ben Pomázon folytatta munkáját. 2016-ban Pusztavacs díszpolgára lett, emléktáblát kapott. Nehéz, küzdelmes körülmények között éltek.

## Munkássága
A klinikai szakpszichológia, neuropszichológia, szakpszichoterápia és a logopédia, gyógypedagógia, pedagógia integrálásnak úttörő művelője.
Sokszempontú pedagógiai, logopédiai, pszichológiai, pszichoterápiás munkáját az egyedi személyiségeknek legmélyebb, legszélesebb körű egyedi panaszaihoz, problémáihoz illően kutatja, fejleszti, integrálja már az 1980-as évektől.
6,5 évtizeden át egyéni, személyes és kiscsoportos formában több ezer személlyel és minden korosztállyal foglalkozhatott.
Az élő személyekkel való mindennapi élő, személyes, alkotó teremtő erejű gyakorlati munka és annak reális megbecsülése, értékelése az egyének és a társadalom kultúrájának, tudatának fejlesztése kiemelt feladata.
4 évtizeden át vett részt a folytonos megújulást, fejlődést kereső, tudományos kutatásokat, módszereket követő, gyógypedagógus, logopédus tanárok, terapeuták szakmai és hivatástudatának fejlesztésében. Eredményeit szóban, írásban folyamatosan megosztotta.

## Főbb területe a gyógypedagógiai, logopédiai ellátás területén:
A helyes, tiszta anyanyelv, beszéd, artikuláció, hangadás, afázia, dadogás, diszfónia, hadarás, beszédtechnika, megszólalási, előadói képességek, asszertív kommunikáció, tanulási képességek kibontakoztatása.

## Főbb területe a pszichológia és a pszichoterápiák területén:
Logopédiai, pszichológiai, pszichoszomatikus, neurológiai, pszichiátriai panaszok, önismeret, önbizalom, hangulat, szorongás panaszok, tanulási, viselkedési, magatartási nehézségek, személyiségfejlesztés, hivatásfejlesztés, életvezetés, asszertív kommunikáció tanulása.

## Főbb módszerei:
- Megértő, gyógyító beszélgetés. Gyógypedagógiai, logopédiai módszertanok.
- Kognitív-viselkedés, magatartás terápia. Relaxációs és Szimbólum terápia.
- Hipnoterápia. Neurolingvisztikai Programozás Technika (NLP).
- Szemmozgástkövető Deszenzitizációs Technika (EMDR). Integratív Pszichoterápia.

## Munkáiból válogatás
1. Főbb konzekvenciák a s és sz hangok fonéma szimbólumképződési folyamatának percepciós kisérletéből – 1995. Általános nyelvészeti Tanulmányok. Szerk.: Telegdi Zsigmond – Pléh Csaba – Szépe György. XVIII. kötet. Budapest. Akadémiai Kiadó
2. Beszédfelméréses vizsgálatok óvodáskorban. Szakdolgozat 1-151. oldal – 1968. Budapest. BGGYTF: Bárczi Gusztáv Gyógypedagógiai Tanárképző Főiskola, Logopédiai Tanszék
3. Beszédpercepciós vizsgálat rés- és affrikáta-fonémákkal 5-8 éves beszédhibás és normálbeszédű gyermekeken. Szakdolgozat. 1-71. oldal. 1975. Budapest. ELTE: Eötvös Loránd Tudomány Egyetem. Bölcsészettudományi Kar, klinikai lélektan szak
4. Beszédpercepciós vizsgálat a s és sz réshangokkal a fonéma-szimbólumképzés folyamatában. 1-182. oldal. Bölcsészettudományi disszertáció. Pszichológia tudomány – 1977. Budapest. ELTE: Eötvös Loránd Tudomány Egyetem Bölcsészettudományi Kar
5. Gyakorlóanyag a sz-hang tanórai és otthoni tanulásához. Kísérleti anyag – 1983. Budapest. OPI: Országos Pedagógiai Intézet
6. Az artikulációs hibák terápiájának alapvető általános előkészítő gyakorlatai tanórai és otthoni használatához – 1983. Gyógypedagógia. XXVIII. évf. Budapest
7. Relaxációs terápia alkalmazása 10 éves dadogóknál. Relaxáció gyakorlata és a komplex pszichoterápiás ellátás – 1984. MPT: Magyar Pszichológiai Társaság – BGGYTF: Bárczi Gusztáv Gyógypedagógiai Tanárképző Főiskola. Évkönyv. Budapest
8. Egy dadogó felnőtt bemutatása és pszichoterápiája. Szakdolgozat. Klinikai szakpszichológus Szakoklevél – 1986. május 26. Budapest. Orvos Továbbképző Intézet
9. Egy begyakorlási módszer ajánlása az artikulációs hibák javításához. 1987/1 – 21-27. Gyógypedagógiai Szemle
10. Autogén tréninget (AT) előkészítő gyakorlatok 10 éves dadogóknál – 1987. Budapest. BGGYTF: Bárczi Gusztáv Gyógypedagógiai Tanárképző Főiskola. Tudományos Közlemények. X. Évkönyv. 409-415. oldal
11. Az autogén tréning alkalmazásának pszichológiai alapjairól – 1987/2. Gyógypedagógiai Szemle
12. Ötletek az artikulációs terápia előkészítő gyakorlatához. A feladatlapok célja, használata – 1987. Budapest. BGGYTF: Bárczi Gusztáv Gyógypedagógiai Tanárképző Főiskola. Logopédia a Gyakorlatban. Tankönyvkiadó
13. Relaxációs terápia során felmerült szimbólumok dadogóknál – 1991. május 30. A pszichoterápiás relaxáció elő európai Kongresszusa. Budapest. MTA: Magyar Tudományos Akadémia
14. A bioenergetikai vagy egészségtérkép felhasználási lehetőségei a személyek testi, lelki, szellemi fejlesztésében, terápiájában. Előadások – 1992-1994. Budapest, VII. kerület BGGYTF: Bárczi Gusztáv Gyógypedagógiai Tanárképző Főiskola: Gyakorló Logopédiai Intézet
15. Meseterápia 10 mesére – Beszéd, nyelv, személyiség fejlesztés, pszichoterápia – Pályázat – 1992. szeptember 28. BGGYTF: Bárczi Gusztáv Gyógypedagógiai Tanárképző Főiskola. Gyakorló Logopédiai Intézet. Előadások 1993-2009: VII. kerület Gyakorló Logopédiai Intézet, Bp. VII. kerület. Fővárosi Beszédjavító Intézet
16. Módosult tudatállapotban felmerült tudattartalmak fejlesztő, gyógyító hatásáról. Dadogás és motoros afázia terápia. 1992. június 2. MAGYE. Országos Szakmai Konferencia, és 1993. január-március. Gyógypedagógiai Szemle. XXI. évfolyam. 42-50.
17. Részletek az afázia, dadogó, diszfónia terápiájában újabban kipróbált kommunikációs és beszédtechnikai készségfejlesztő NLP-eljárásokról („Neurolingvisztikai Programozás”) – 1994. június 15. – BGGYTF: Bárczi Gusztáv Gyógypedagógiai Tanárképző Főiskola. Gyakorló Logopédiai Intézet
18. Tanuljuk együtt a SZ hangot. Beszédkészséget fejlesztő feladatlap gyűjtemény 5-10 éveseknek, tanáraiknak, szüleiknek. (Beszédhangok tanítási módszertana.) – 1995 – OPI: Országos Pedagógiai Intézet. Kőszeg
19. A szülői, gyermeki magatartásról, attitűdökről. Az eredményes kommunikáció lehetőségei – 1995. február 1. Szülők Akadémiája. Balassagyarmat
20. NLP-módszerek felhasználási lehetőségei csoportos és egyéni terápiában. Dadogó, hadaró, diszfóniás serdülők, felnőttek nyelvis beszédbeli zavarainak terápiája. Szakdolgozat 1995. április 10. NLP Intézet
21. Részletek az NLP-technikával („Neurolingvisztikai Programozás”) elért terápiás eredményekből. Tanító és gyógyító versek – 1995. VII. Hipnózis-találkozó. Lillafüred
22. Meseterápia. Az Alma c. mese feldolgozása – 2003. november 25. Budapest. VII. kerület. Fővárosi Beszédjavító Intézet
23. A tiszta beszéd elsajátításának alapgyakorlatai – 2003. november 25. Budapest. VII. kerület. Fővárosi Beszédjavító Intézet
24. Részletek NLP-pszichológiai technikával (Neurolingvisztikai Programozás) elért terápiás eredményekből. Tanító és gyógyító versek – 1995. ELTE. Magyar Hipnózis Egyesület. VII. Hipnózis-találkozó. Lillafüred
25. Részletek NLP (Neurolingvisztikai Programozás) technikával elért terápiás eredményekből – Integratív Hírmondó 6. szám, Budapest. Integratív Pszichoterápiás Egyesület
26. Tanulást elősegítő alapvető újabb módszerek. (Modalitások. Kérdező technika. Milton nyelv) – 1996. május 22-26. Budapest. MPT: Magyar Pszichológiai Társaság. XII. Országos Tudományos Nagygyűlése
27. A hipnózis terápiás hatékonyságát növelő tényező a rajz és vers. Esettanulmányok – 1996. 7th Europen Congress of Hypnosis Budapest, Hungary. August 17-23.
28. Neuropszichológiai esettanulmány afáziás személlyel. Szakdolgozat 1-45. oldal – 1999. január 15. Budapest. Egészségügyi Felsőfokú Szakirányú Szakképzési és Továbbképzési Bizottság
29. Kognitív-viselkedés, magatartás pszichoterápia gyógyító hatása afázia, dadogó, hadaró, diszartriás személyeknél – 2001. június 20-23. MFFLT: Magyar Fonetikai Foniátriai és Logopédiai Társaság. Kongresszus. Esztergom
30. A nyelv és beszéd mint gyógyító eszköz, afáziás, dadogó, diszartriás és hadaró személyeknél. – 2001. október 4-5. MFFLT: Magyar Fonetikai Foniátriai és Logopédiai Társaság. Neurofoniátriai Szekció I. Kongresszusa. Budapest
31. Szociális fóbia és dadogás kognitív-viselkedés terápiája. Esettanulmány. 1-33. oldal – 2004. június 16. Budapest. SE: Semmelweis Egyetem. Pszichiátriai és Pszichoterápiás Klinika
32. Szociális Fóbia kognitív-viselkedés, magatartás terápiája. Esettanulmány. Szakdolgozat 1-20. oldal. 2004. szeptember 30. Budapest. SE: Semmelweis Egyetem. Pszichiátriai és Pszichoterápiás Klinika
33. A dadogás integratív terápiája. 110 év. Jubileumi Konferencia. 2004. november 23. – 2006. június 22-23. – Budapest. VII. kerület. Fővárosi Beszédjavító Intézet
34. Kognitív-viselkedés terápia diagnosztikai és gyógyító eljárásai hangképzési, beszéd és tanulási zavarok kezelésében – 2005. június 16-18. MFFLT: Magyar Fonetikai Foniátriai és Logopédiai Társaság. Kongresszus. Kőszeg
35. A beszédfolyamat újraszerveződése. Neuropszichológiai rehabilitáció – 2006. szeptember 27. MPT: Magyar Pszichológiai Társaság, Neuropszichológiai Szekció
36. Kompetens terápia a Logopédiai területén megvalósuló klinikai pszichoterápiás munkában – 2006. június 22-24. – Magyar Gyógypedagógiai Egyesület. MFFLT: Magyar Fonetikai Foniátriai és Logopédiai Társaság. Kongresszus. Hódmezővásárhely
37. Hipnorelaxáció: Dr. Szentmiklóssy Margit-Dr. Lajos Péter: Dadogásról mindenkinek. – 2003, Pont Kiadó – 2009, Pont kiadó – 2016, Krasznár és Társa Könyvkereskedő Bt. (II. kiadás)
38. A kerület első logopédusának gondolatai a logopédia és pszichológia kapcsolatáról. Dr. Szentmiklóssy Margit – 2016. március 7. Fővárosi Pedagógiai Szakszolgálat. A Logopédia Európai Napja Alkalmából. 1024 Budapest, Marczibányi téri művelődési központ
39. Depresszió, szorongás, pánik kognitív-viselkedés pszichoterápiája. Esetbemutatások. Szupervízió. 2004-2019. Budapest – Nap-kör Mentalhigiénés Alapítvány
40. Borderline személyiségzavar és más személyiségzavarok integratív pszichoterápiája. Esetbemutatások – Szupervízió. 2004-2019. Budapest. Nap-kör Mentálhigiénés Alapítvány
41. Ma már nem félnek a hipnózistól az emberek. Képmás Magazin 2021. július 27. Dr. Szász Adrián, Dr. Szentmiklóssy Margit

## Szervezeti tagságai
- A Magyar Orvosi Kamara rendes tagja
- A Magyar Pszichológus Társaság rendes tagja
- Magyar Pszichológusok Érdekvédelmi Egyesület rendes tagja
- Magyar Pszichiátriai Társaság rendes tagja
- Magyar Logopédiai, Fonetikai, Foniátriai Társaság rendes tagja
- A Magyar Hipnózis Egyesület rendes tagja
- A Magyar Relaxációs és Szimbólum Egyesület rendes tagja
- A Magyar Integratív Pszichoterápiás Egyesület rendes tagja
- A Napkör Mentálhigiénés Alapítvány rendes tagja

## Díjak és elismerések
- Dicséret kiváló munkáért. Bp. II. kerület Művelésügyi Osztály. (1982)
- Dicséret kiváló munkáért. Bp. VII. kerület Bárczi Gusztáv Gyógypedagógiai Tanárképző Főiskola. (1989)
- Megtalálható a Pedagógiai Lexicon Ki Kicsoda c. kötetben. Keraban Könyvkiadó (1997) Főszerkesztő: Báthory Zoltán, Falus István. Pedagógiai Lexicon Főszerkesztősége.
- Díszoklevél a Hivatás Munkájáért. ELTE Bárczi Gusztáv Gyógypedagógiai Tanárképző Főiskola (2003). Miniszteri Dicséret.
- Díszoklevél. Aranyoklevél a Hívatásért. ELTE Tanító és Óvónőképző Kar. (2011)
- Kitüntető Oklevél a fáradhatatlan munkásságáért. ELTE Magyar Hipnózis Egyesület. (2012)
- Megjelent a Who is Who Magyarországon c. életrajzi lexikonban. (2008)
- Megjelent az Oxford Encyklopédia c. kötetben. (2017)

## Szakképzettségei, képzettségei
- Általános iskolai tanító

oklevélszám: 512/961. Felsőfokú Tanítóképző Intézet. Budapest, 1961. június 3.
- Gyógypedagógiai tanár hibásbeszédűek, értelmifogyatékosok intézményei számára
oklevélszám: 232/1968. Budapest, 1968. szeptember 14.
- Klinikai pszichológus: kitüntetéses
oklevélszám: 1086/1978. ELTE, Budapest, 1975. szeptember 10.
- Bölcsészettudományi doktor pszichológia tudományból summa cum laude
oklevélszám: 119/1977-78. ELTE Budapest. 1978. június. 10.
A megvédett bölcsészettudományi disszertáció címe: Beszédpercepciós vizsgálat a S és Sz réshangokkal a fonéma szimbólumképzés folyamatában. 1-182.oldal. Pszichológia tudomány. 1977. Budapest, ELTE. Bölcsészettudományi kar.
- Klinikai szakpszichológus
szakoklevélszám: 5/1986. Orvostovábbképző Intézet, Budapest, 1986. május 26.
- Neuropszichológus
oklevélszám: 39/2001. Egészségügyi Szakirányú Szakképzési és Továbbképzési Bizottság. Budapest, 2001. január. 17.
- Szakpszichoterapeuta
oklevélszám:1422/2004. Egészségügyi Szakirányú Szakképzési és Továbbképzési Bizottság. Budapest, 2004. december 16.
- C.G. Jung pszichológiájának elméleti alapjai vizsga.
1989. február 12.
- Komplex Jungiánus Egyesület. Relaxációs és Szimbólumterapeuta. Relaxációs és Szimbólumterápiás Egyesület, Komplex Jungiánus Egyesület
Budapest, 2004. április
- Integratív hipnoterapeuta
Integratív Pszichoterápiás Egyesület. Budapest, 2004. március 13.
- Kognitív, viselkedés- magatartásterapeuta
oklevél száma: 19/2004. Semmelweis Egyetem. Pszichiátriai és Pszichoterápiás Klinika és a Magyar Viselkedéstudományi és Kognitív terápiás Egyesület. 2004. június 16.
- Módszerspecifikus hipnoterapeuta
Magyar Hipnózis Egyesület, ELTE. 2005. április 10.
- Kötelező szintentartó szakvizsgáit 5 évente megújította.
- 16 éven át zongora hangszeren fejlesztette zenei tudását.
- Euritmia képzés
Scheily Mária, Budapest-Zürich. 1992-1994.
- Neuro-Linquistic-Programming (NLP)
Master Praktiker NR. 14686. NLP Institut, München-Budapest. 1996. január 22.
- EyeMovement Desensitization and Reprocessing ( EMDR) level I.
Training – 1996.január 22., november 5.
- Ericksoni Pszichoterápia Haladó szint.
Budapesti Milton Erickson Intézet. Nr. 04103/A Budapest, 2003./1122.
- „Ketten Együtt” Házassági Prepare/Enrich Tanácsadó képzettség
száma: H00322. 2005.

## Jelmondatai
„A változás te magad légy, amelyet látni szeretnél a világban!” (Mahatma Gandhi)
„Dolgozni csak szépen, ahogy csillag megy az égen, úgy érdemes!” (József Attila)
„Ember küzdj és bízva bízzál!” (Madách Imre)

## Interjúk
- Magyar Nemzet, Látótér, Nem varázslat, gyógymód. 2012. február 28.
- Magyar Nemzet, Nagy stresszt jelent a léleknek a sokáig elhúzódó aggodalom. 2024. január 27.
- Ma már nem félnek a hipnózistól az emberek. Képmás Magazin 2021. július 27. Dr. Szász Adrián, Dr. Szentmiklóssy Margit
- A Dívány online oldalán megjelent cikk: "Így működik valójában a hipnózis"